# Diachasmimorpha hageni
Diachasmimorpha hageni är en stekelart som först beskrevs av David Timmins Fullaway 1952. 
Diachasmimorpha hageni ingår i släktet Diachasmimorpha och familjen bracksteklar. Inga underarter finns listade i Catalogue of Life.